# 니나 아베슨
니나 아버슨(Nina Arvesen, 1961년 5월 16일 ~ )은 미국의 배우이다.
화이트플레인스에서 태어났다.

## 영화
- 비키의 홀로서기 (1988년)
- 드라그넷 (1987년)